# 파리 시청

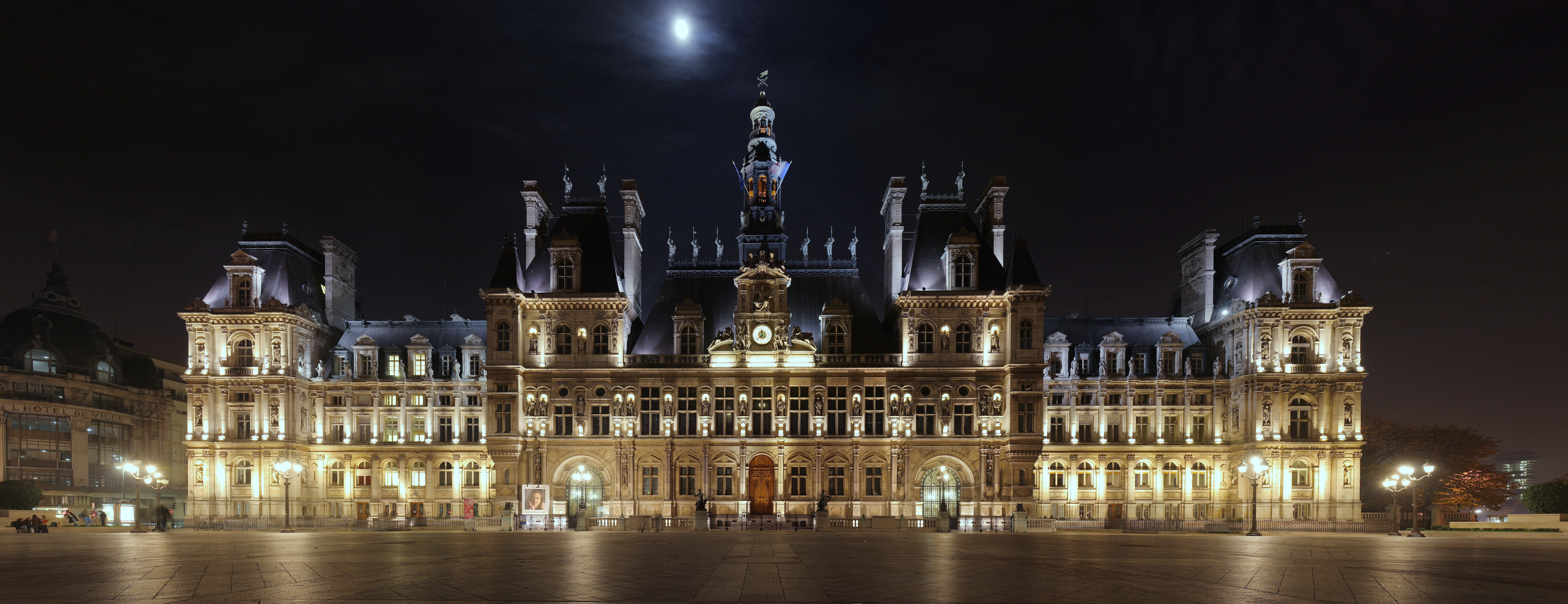
파리 시청사

파리 시청(프랑스어: Mairie de Paris)은 프랑스 파리의 행정을 총괄하는 행정기관이다. 파리 시장과 시장의 대리인의 권위하에 약 53,000명의 공무원으로 구성되어 있다. 공무원 수와 예산 측면에서 프랑스에서 가장 중요한 행정 기관 중 하나이다.